# 발터슈라이버플라츠역
발터슈라이버플라츠역(U-Bahnhof Walther-Schreiber-Platz)은 베를린 템펠호프쇠네베르크구 프리데나우와 슈테글리츠첼렌도르프구 슈테글리츠의 경계에 있는 U9의 역이다. 1971년 1월 29일에 개통했고, 1974년 9월까지 U9 노선의 남쪽 종착역이었다. 역의 이름은 독일 기민련 정치인 발터 슈라이버에서 왔다.
베를린 지하철 9호선의 슈피헤른슈트라세-발터슈라이버플라츠 구간 개통 당시에 영업을 시작했다. U10과의 V자형 환승역으로 계획되었으나, 라인슈트라세(Rheinstraße) 아래에 건설될 예정이었던 U10 역사는 지어지지 않았다. 역사는 라이너 륌러가 설계했다. 섬식 승강장의 길이는 110 m이며 중간에 지지 기둥이 있다. 건설 당시에는 파란색 석면 시멘트로 역사 외부를 마감했고 은색 알루미늄으로 중앙 기둥을 마감했다. U7 아이제나허 슈트라세역과 바이에리셔 플라츠역과 비슷한 스타일이다. 승강장은 건설 당시에 아스팔트로 포장되어 있었으나, 2009년에 밝은 녹색 화강암으로 교체되었고 점자 블록이 설치되었다. 양쪽 대합실층은 회녹색 타일로 마감되었다. 남쪽 대합실은 2005년에 진행된 공사로 슐로스슈트라센첸터(Schloss-Straßen-Center) 쇼핑 센터로 연결된다.
2016년 여름에 역 개보수공사가 시작되었다. 2019년 12월 공사가 완료되어 역 승강장 벽면, 천장, 조명 시설이 교체되었다.

## 인접 철도역
| 베를린 지하철 9호선                       | 베를린 지하철 9호선 | 베를린 지하철 9호선                           |
| ----------------------------------------- | ------------------- | --------------------------------------------- |
| 슐로스슈트라세 라트하우스 슈테글리츠 방면 | U9                  | 프리드리히빌헬름플라츠 오슬로어 슈트라세 방면 |